# Comitê Paralímpico Tunisiano
O Comitê Paralímpico Tunisiano (em árabe: الجامعة التونسية لرياضة المعوقين) é o Comitê Paralímpico Nacional que representa a Tunísia. Esta organização, que foi fundada em 1990, é membro do Comitê Paralímpico Internacional e é responsável pelo desenvolvimento e gestão dos esportes paralímpicos na Tunísia. O comitê tunisiano é um dos membros do Comitê Paralímpico Africano. O seu atual presidente é Ali Harzallah, que está no comando da instituição desde o ano de 2005.

## Resultados
A equipe nacional tunisiana vem participando dos Jogos Paralímpicos de Verão desde 1988, desde então, até a sua última participação, nos Jogos de 2012 em Londres, o Comitê Paralímpico Tunisiano um total de 73 medalhas distribuídas da seguinte forma:
- 32 medalhas de ouro
- 27 medalha de prata
- 14 medalhas de bronze